# Paradexamine latifolia
Paradexamine latifolia is een vlokreeftensoort uit de familie van de Dexaminidae. De wetenschappelijke naam van de soort is voor het eerst geldig gepubliceerd in 2006 door Ren.